# Helen Lewis (journaliste)
Helen Lewis (brièvement connue en tant que Helen Lewis-Hasteley, née en 1983) est une journaliste anglaise, couramment Deputy Editor du New Statesman. Elle a aussi écrit pour le The Guardian et a travaillé comme sous-éditrice pour le Daily Mail.

## Biographie
Lewis a étudié en langue anglaise au St Peter's College (Oxford), puis a obtenu un diplôme de cycle supérieur en journalisme de la City University de Londres. Elle travaille ensuite au Daily Mail. Pendant cinq ans, à partir d'août 2006, Lewis mène un système de réseautage, ouvert à tous les jeunes journalistes, Schmooze and Booze, pour lequel elle organise des événements dans un pub du centre de Londres mensuellement. Lewis a observé que les journalistes plus aguerris semblaient tous se connaître et que c'était tout le contraire pour ceux de sa génération.
Lewis est engagée comme Deputy Editor du New Statesman en mai 2012, après avoir été assistante éditrice depuis 2010.

## Loi de Lewis
La loi de Lewis est une loi éponyme qui vient de son observation que « les commentaires de n'importe quel article sur le féminisme justifient le féminisme » ("the comments on any article about feminism justify feminism"), faite sur Twitter en date du 9 août 2012. L'observation est ensuite citée dans Wired UK dans un article sur l'incident du Donglegate, lors duquel un ingénieur et une développeuse ont été renvoyés après que cette dernière a accusé deux ingénieurs assis derrière elle de faire des blagues sexuelles au cours du PyCon 2013. Lewis a beaucoup écrit sur la misogynie sur Internet.